# 学園町 (堺市)
学園町（がくえんちょう）は、大阪府堺市中区にある町名。丁番を持たない単独町名である。住居表示は実施済み。

## 地理
中区の北部に位置し、南東に新家町、南西に土師町、北西に北区百舌鳥梅町、北東に新家町と東区白鷺町と北区中百舌鳥町と接している。

## 世帯数と人口
2024年（令和6年）3月31日現在（堺市発表）の世帯数と人口は以下のとおりである。
| 町丁   | 世帯数  | 人口  |
| ------ | ------- | ----- |
| 学園町 | 252世帯 | 470人 |

### 人口の変遷
国勢調査による人口の推移。
| 2000年（平成12年） | 130人 | [ 6 ]  |  |
| 2005年（平成17年） | 411人 | [ 7 ]  |  |
| 2010年（平成22年） | 424人 | [ 8 ]  |  |
| 2015年（平成27年） | 447人 | [ 9 ]  |  |
| 2020年（令和02年） | 515人 | [ 10 ] |  |

### 世帯数の変遷
国勢調査による世帯数の推移。
| 2000年（平成12年） | 103世帯 | [ 6 ]  |  |
| 2005年（平成17年） | 207世帯 | [ 7 ]  |  |
| 2010年（平成22年） | 209世帯 | [ 8 ]  |  |
| 2015年（平成27年） | 164世帯 | [ 9 ]  |  |
| 2020年（令和02年） | 223世帯 | [ 10 ] |  |

## 学区
市立小・中学校に通う場合、学区は以下のとおりとなる。
| 番・番地等 | 小学校               | 中学校               |
| ---------- | -------------------- | -------------------- |
| 全域       | 堺市立東百舌鳥小学校 | 堺市立東百舌鳥中学校 |

## 事業所
2021年（令和3年）現在の経済センサス調査による事業所数と従業員数は以下のとおりである。
| 町丁   | 事業所数 | 従業員数 |
| ------ | -------- | -------- |
| 学園町 | 29事業所 | 2,201人  |

## 交通
- 国道310号

## 施設
- 大阪公立大学 中百舌鳥キャンパス
- 業務スーパー 堺学園町店[14]

## その他

### 日本郵便
- 郵便番号 : 599-8231[3]（集配局：堺中郵便局[15]）。